# ناویا اوهاشی
ناویا اوهاشی (ژاپنی: 大橋 直矢؛ زادهٔ ۲۳ ژوئیهٔ ۱۹۸۷) یک بازیکن فوتبال اهل ژاپن است.
از باشگاه‌هایی که در آن بازی کرده‌است می‌توان به باشگاه فوتبال میتو هولیهوک اشاره کرد.